# Tymol
Tymol (ibland stavat thymol) är en lättflyktig olja med antiseptiska egenskaper. I svenska farmakopén kallad thymolum. En isomer är karvakrol.
Ämnet har använts i bl a munvatten och har i äldre tider missvisande kallats timjankamfer; i själva verket har ämnet ingenting att göra med kamfer.

## Egenskaper
Kemisk beteckning för tymol är 2-isopropyl-5-metylfenol, och synonymt med 5-metyl-2-isopropyl-1-fenol och isopropylmetakresol.
Tymol är en till fenolerna hörande aromatisk alkohol, som förekommer i olika eteriska oljor som ajovanolja och timjanolja. Den är svårlöslig i vatten, men mycket lättlöslig i etanol, eter och kloroform.
En lösning av tymol i vatten skall reagera neutralt och får ej färgas violett vid tillsats av en lösning av järnklorid, vilket skulle tyda på närvaro av fenol.

## Framställning
Tymol framställs av ovan nämnda oljor genom att dessa skakas med uppvärmd natronlut varvid vattenlösligt tymolnatrium bildas.
Genom utspädning med varmt vatten utskiljs olika lösta kolväten, som kan frånfiltreras, och ur lösningen frigörs tymol genom tillsats av saltsyra. Tillsats av vattenborttagande medel tar bort vattnet ur lösningen, som destilleras och därefter kristalliseras. Härvid avskiljs tymol som stora färglösa kristaller, som har en doft av timjan och aromatisk, brännande smak.
Tymol kan även utvinnas ur bergmynta.

## Användning
Tymol används som antiseptikum, bl.a. som tillsats till olika slags munvatten, samt inom medicinen.
En tymolförening, annidalin eller ditomyldijodid, som är ett rödbrunt pulver utan lukt och smak kan likaledes användas som antiseptikum.
Det används också för bekämpning av varroa i bisamhällen och är godkänt för ekologisk biodling.